# NHK原町ラジオ放送所

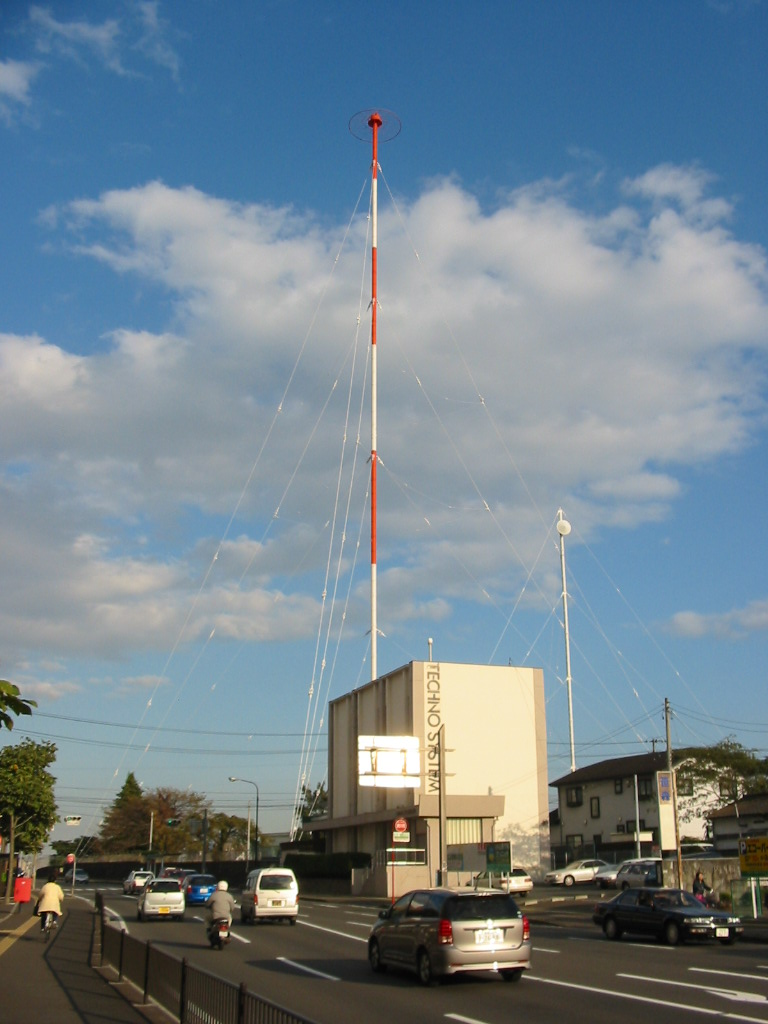
NHK原町ラジオ放送所

NHK原町ラジオ放送所（エヌエイチケイはらのまちラジオほうそうじょ）は、宮城県仙台市宮城野区東仙台に置かれているNHK仙台放送局のラジオ送信所である。仙台駅から北東に直線距離で約3キロメートル離れた、標高30メートルの丘陵地にある。NHKラジオ第1放送およびNHKラジオ第2放送の送信施設であり、宮城県におけるNHK中波放送の基幹放送所となっている。赤と白で塗り分けられているアンテナの高さは約140メ－トルである。

## 送信所概要
| 周波数  | 放送局名    | 呼出符号 | 空中線電力 | 放送対象地域 | 放送区域内世帯数 |
| ------- | ----------- | -------- | ---------- | ------------ | ---------------- |
| 891kHz  | NHK仙台 第1 | JOHK     | 20kW       | 宮城県       | 約62万世帯       |
| 1089kHz | NHK仙台 第2 | JOHB     | 10kW       | 全国         | 約62万世帯       |

## 所在地
- 宮城県仙台市宮城野区東仙台3丁目4番地（北緯38度16分22.8秒 東経140度54分36.4秒 / 北緯38.273000度 東経140.910111度）
  - なお、1980年（昭和55年）の住居表示実施以前は「仙台市大字原町字小田原」という住所であり[2]、原町ラジオ放送所の名称の由来となっている。